# BMW X3 (E83)
BMW X3 (внутрішнє позначення: E83) — компактний позашляховик X3, що випускався німецьким виробником автомобілів BMW з початку 2004 року до середини 2010 року. В кінці серпня 2010 року виробництво E83 припинилося.

## Історія моделі

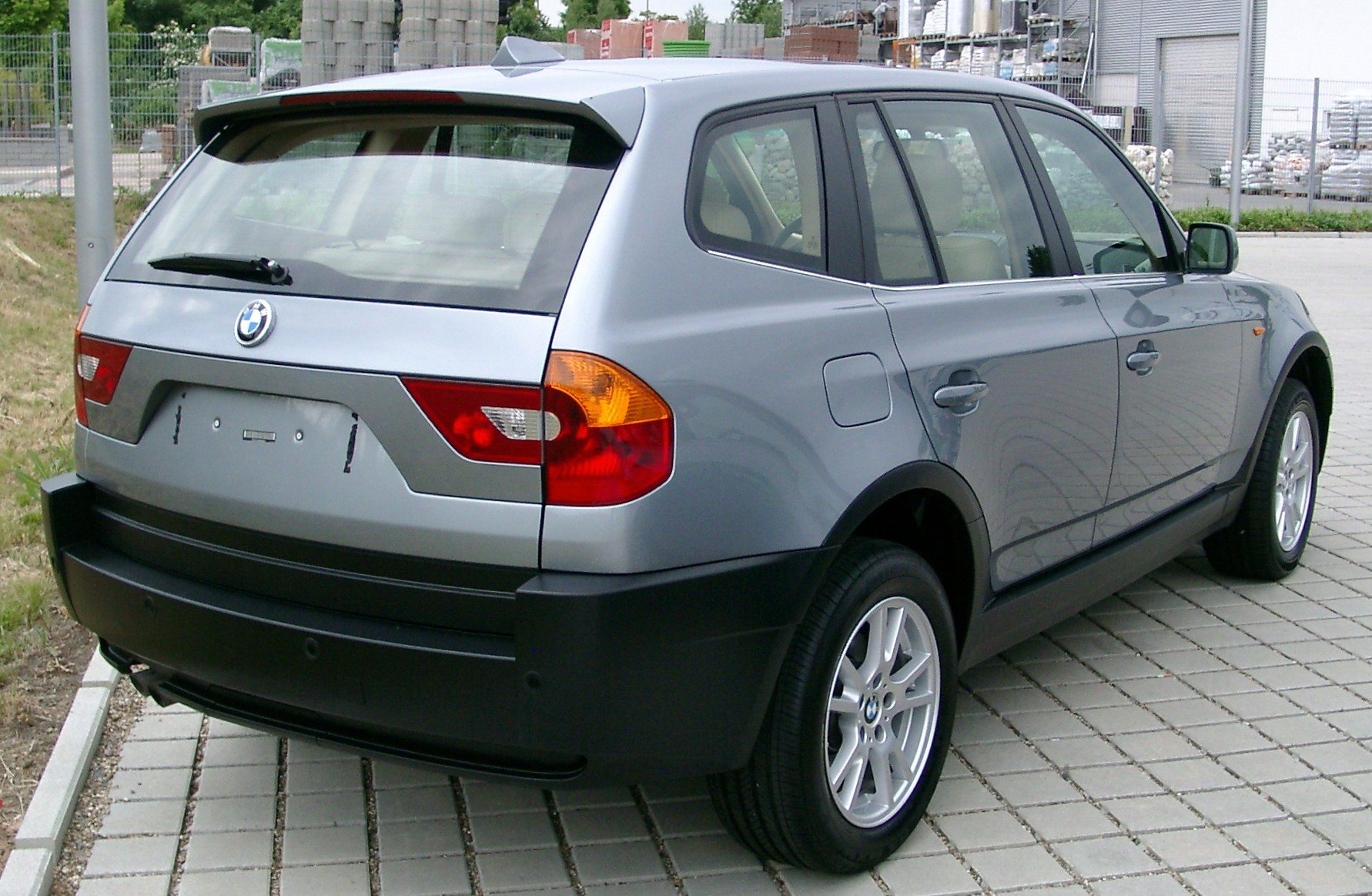
Вид ззаду

«Молодший брат» X5 з моделями E53 і пізніше E70 був представлений на IAA 2003 і був на ринку з 2004-01.
На IAA 2005 був показаний концепт X3 EfficientDynamics, концептуальний автомобіль з гібридним приводом (позначення BMW: Active Hybrid).
2006-09-23 з'явилася рестайлінгова версія E83.
Автомобіль був розроблений Magna Steyr і виготовлений на їх заводі в Граці, Австрія.
Виробництво BMW E83 завершилося 2010-08-31. Всього було випущено 614 824 автомобілів. Наступник F25 більше не випускався на Magna Steyr, а на американському заводі BMW US Manufacturing Company в Грір, штат Південна Кароліна.

## Рестайлінг
Восени 2006 року з'явився рестайлінг автомобіля. Були змінені дрібні деталі на фарах, подвійній решітці радіатора, передньому фартусі, задніх ліхтарях, задньому фартусі і особливо суперечливому салоні. За винятком чотирициліндрового бензинового двигуна, лінійка двигунів також була переглянута, востаннє — 2,0-літровий дизельний двигун восени 2009 року. Був представлений ще один двигун, 3.0sd з бітурбо наддувом.

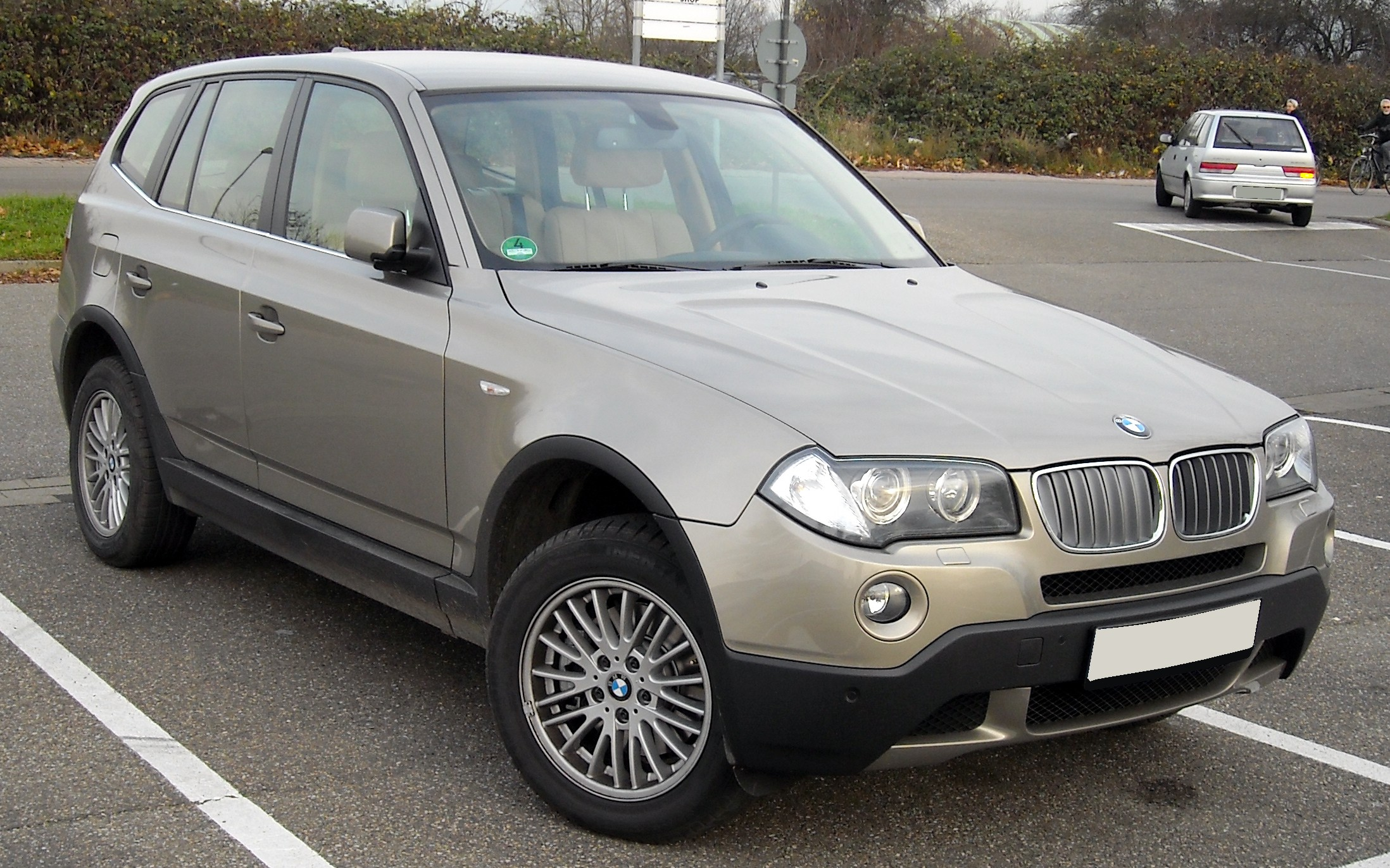
BMW X3 (2006-2010)
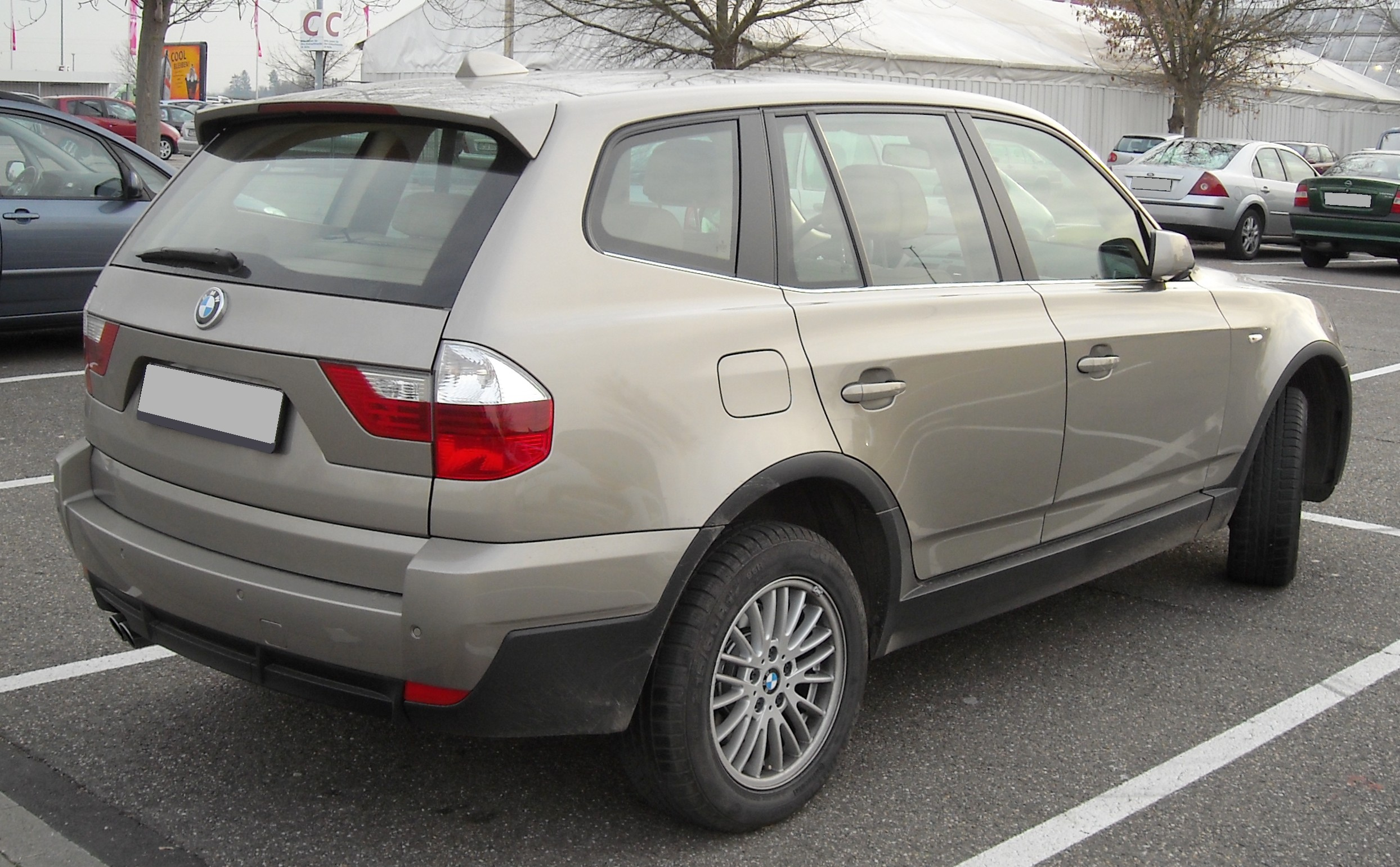
Вид ззаду
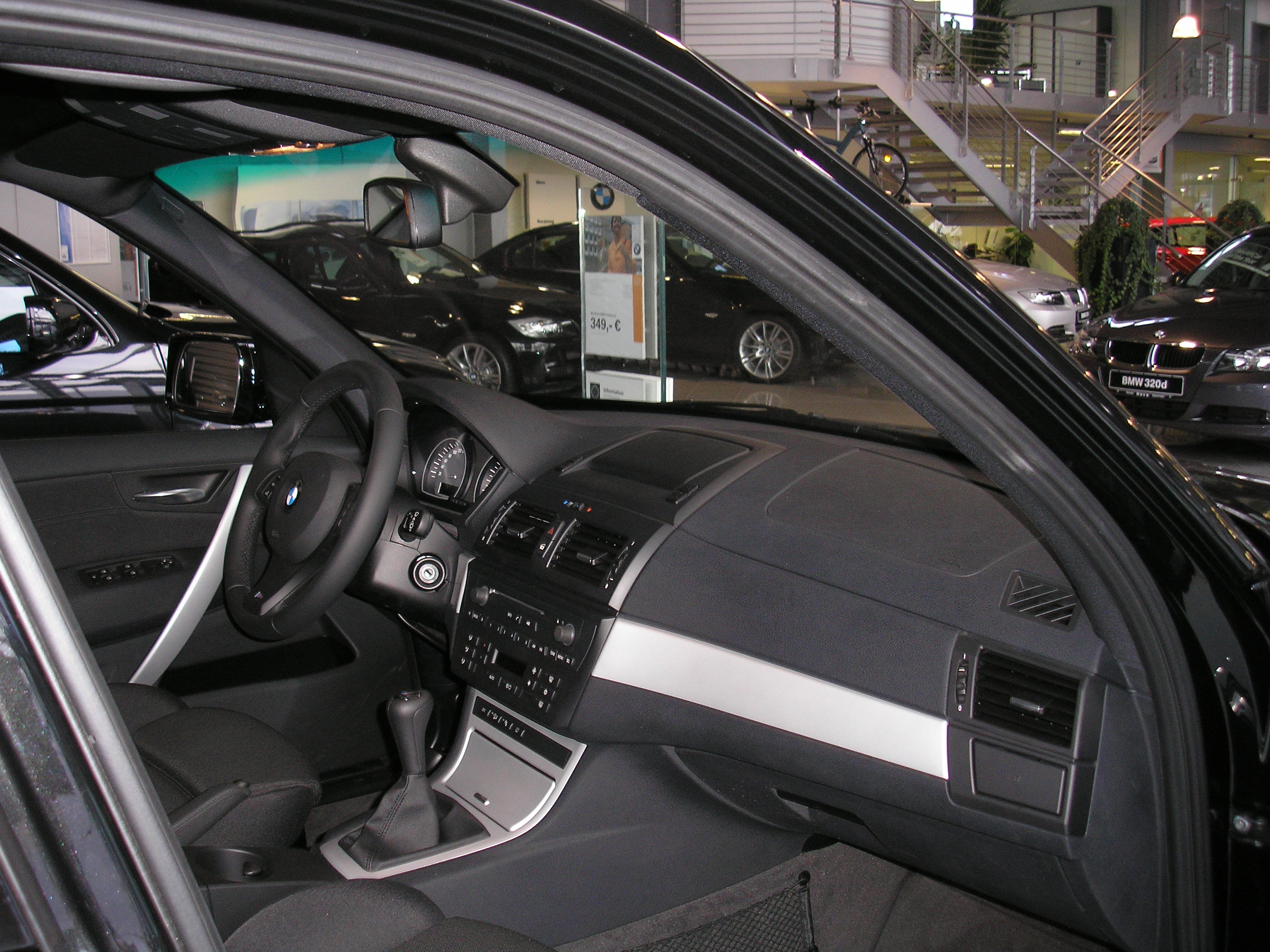
Внутрішній простір

## Кузов
X3 лише трохи менший за свого старшого брата, X5 (E53), і навіть пропонує (виміряно до нижнього краю вікна) більший багажник на 20 літрів (480 літрів). Завдяки своїм компактним розмірам він виглядає більш спортивним і менш потужним, ніж його старший брат X5.

## Безпека
Під час краш-тесту Euro NCAP у 2008 році він отримав чотири зірки (28 балів) за безпеку пасажирів і чотири з п’яти можливих зірок (39 балів) за безпеку дітей. Безпека пішоходів була оцінена в п'ять балів і одну з чотирьох можливих зірок. X3 має активні підголівники, які рухаються вперед при певному рівні удару.

## Оздоблення
З 2008-09 року були доступні Edition Exclusive і Edition Lifestyle. З 2009-03 року пакет M Sport був доповнений Limited Sport Edition.

## Двигуни
Моделі розрізняються за об'ємом і типом двигуна. Цифра позначає приблизний кубічний об’єм у літрах, тоді як літера позначає тип двигуна (i= бензиновий двигун, d= дизельний двигун).
Усі моделі на заводі оснащені повним приводом xDrive, який відповідно до потреб розподіляє крутний момент і потужність двигуна між передньою та задньою осями.
З 2008-08 року, аналогічно моделям BMW, які оснащені системою xDrive, усі моделі X3 називалися «xDrive», а специфікація двигуна була додана до неї. На відміну від раніше, кубатура більше не вказується правильно, а базується на позначенні моделей інших виробників. X3 3.0 sd, наприклад, відтепер називався xDrive35d.
У США модель ніколи не пропонувалася з дизельним двигуном.

## Показники продажів
У 2005 році BMW продала на 20 відсотків більше X3, ніж у 2004 році, збільшивши продажі до 110 700 автомобілів. 2008-06-181 червня 2008 року 500 000-й X3 зійшов з конвеєра в Граці. Приблизно дві третини поставлялися з 2,0-літровим дизельним двигуном, але дизельні моделі мали сажовий фільтр лише з 2005 року. 3,0-літровий дизельний двигун був на другому місці з 25 відсотками. Лише сім-дев'ять відсотків продажів становили автомобілі з бензиновими двигунами.

## Технічні характеристики

### Бензинові двигуни
|                                                                | 2.0i/xDrive20i (1)                      | 2.5i                                                                            | 2.5si/xDrive25i (1)                                                             | 3.0i                                                                            | 3.0si/xDrive30i (1)                                                             |
| -------------------------------------------------------------- | --------------------------------------- | ------------------------------------------------------------------------------- | ------------------------------------------------------------------------------- | ------------------------------------------------------------------------------- | ------------------------------------------------------------------------------- |
| Роки будівництва                                               | 09/2005–08/2010                         | 09/2004–08/2006                                                                 | 09/2006–08/2010                                                                 | 09/2003–08/2006                                                                 | 09/2006–08/2010                                                                 |
| Тип двигуна                                                    | Бензиновий двигун                       | Бензиновий двигун                                                               | Бензиновий двигун                                                               | Бензиновий двигун                                                               | Бензиновий двигун                                                               |
| Компоновка двигуна                                             | R4                                      | R6                                                                              | R6                                                                              | R6                                                                              | R6                                                                              |
| Назва двигуна                                                  | N46 B20                                 | M54 B25                                                                         | N52 B25                                                                         | M54 B30                                                                         | N52 B30                                                                         |
| Об'єм                                                          | 1995 cc                                 | 2494 cc                                                                         | 2494 cc                                                                         | 2979 cc                                                                         | 2996 cc                                                                         |
| Макс. продуктивність при 1/хв                                  | 110 кВт (150 к.с.)/ 6200                | 141 кВт (192 к.с.)/ 6000                                                        | 160 кВт (218 к.с.)/ 6500                                                        | 170 кВт (231 к.с.)/ 5900                                                        | 200 кВт (272 к.с.)/ 6650                                                        |
| Макс. крутний момент при 1/хв                                  | 200 Нм/ 3750                            | 245 Нм/ 3500                                                                    | 250 Нм/ 2750-4250                                                               | 300 Нм/ 3500                                                                    | 315 Нм/ 2750                                                                    |
| Коробка передач стандартна                                     | 6-ступінчаста механічна коробка передач | 6-ступінчаста механічна коробка передач                                         | 6-ступінчаста механічна коробка передач                                         | 6-ступінчаста механічна коробка передач                                         | 6-ступінчаста механічна коробка передач                                         |
| Трансмісія, опціонально                                        | —                                       | 5-ступінчастий автомат  коробка передач / (6 ступ. автомат  спосіб передавання) | 5-ступінчастий автомат  коробка передач / (6 ступ. автомат  спосіб передавання) | 5-ступінчастий автомат  коробка передач / (6 ступ. автомат  спосіб передавання) | 5-ступінчастий автомат  коробка передач / (6 ступ. автомат  спосіб передавання) |
| Привід, стандарт                                               | Повний привід (xDrive)                  | Повний привід (xDrive)                                                          | Повний привід (xDrive)                                                          | Повний привід (xDrive)                                                          | Повний привід (xDrive)                                                          |
| Прискорення, 0-100 км/год за с                                 | 11.5                                    | 8,9 [9,8]                                                                       | 8,5 [8,9]                                                                       | 7,8 [8,1]                                                                       | 7,2 [7,5]                                                                       |
| Максимальна швидкість в км/год                                 | 198                                     | 208 [208]                                                                       | 210 [210] / 221 [220] (2)                                                       | 210 [210] / 224 [210] (2)                                                       | 210 [210] / 232 [228] (2)                                                       |
| Витрата палива відповідно до директиви ЄЕС , змішаний л/100 км | 9.3                                     | 11,2 [11,9]                                                                     | 9,9 [10,1]                                                                      | 11,4 [12,1]                                                                     | 10,1 [10,3]                                                                     |
| Викиди CO 2 з серійним обладнанням, змішане в г/км             | 223                                     | 272 [289]                                                                       | 276 [293]                                                                       | 238 [243]                                                                       | 243 [248]                                                                       |
| Стандарт викидів Класифікація ЄС                               | Євро 4                                  | Євро 4                                                                          | Євро 4                                                                          | Євро 4                                                                          | Євро 4                                                                          |

Підказки:
[ ] = Значення застосовуються до автомобілів з 5-ступінчастою автоматичною коробкою передач (з 09/2005: 6-ступінчаста автоматична коробка передач).

### Дизельні двигуни
|                                                                | xDrive18d                                                                                                  | 2.0d | 2.0d/xDrive20d (1)                                                                                         | 3.0d | 3.0d/xDrive30d (1)                                                                                         | 3.0sd/xDrive35d (1)                                                                                        |
| -------------------------------------------------------------- | --- | --- | --- | --- | --- | --- |
| Роки будівництва                                               | 06/2009–08/2010                                                                                            | 09/2004–08/2007                                                                                            | 09/2007–08/2010                                                                                            | 09/2003–08/2004                                                                                            | 09/2004–08/2010                                                                                            | 09/2006–08/2010                                                                                            |
| Тип двигуна                                                    | Дизельний двигун                                                                                           | Дизельний двигун                                                                                           | Дизельний двигун                                                                                           | Дизельний двигун                                                                                           | Дизельний двигун                                                                                           | Дизельний двигун                                                                                           |
| Компоновка двигуна                                             | R4 | R4 | R4 | R6 | R6 | R6 |
| наддув                                                         | Турбокомпресор зі змінною геометрією турбіни - (Подвійний турбокомпрессор лише на моделях 3.0SD/xdrive35d) | Турбокомпресор зі змінною геометрією турбіни - (Подвійний турбокомпрессор лише на моделях 3.0SD/xdrive35d) | Турбокомпресор зі змінною геометрією турбіни - (Подвійний турбокомпрессор лише на моделях 3.0SD/xdrive35d) | Турбокомпресор зі змінною геометрією турбіни - (Подвійний турбокомпрессор лише на моделях 3.0SD/xdrive35d) | Турбокомпресор зі змінною геометрією турбіни - (Подвійний турбокомпрессор лише на моделях 3.0SD/xdrive35d) | Турбокомпресор зі змінною геометрією турбіни - (Подвійний турбокомпрессор лише на моделях 3.0SD/xdrive35d) |
| Приготування суміші                                            | Пряме вприскування Common Rail                                                                             | Пряме вприскування Common Rail                                                                             | Пряме вприскування Common Rail                                                                             | Пряме вприскування Common Rail                                                                             | Пряме вприскування Common Rail                                                                             | Пряме вприскування Common Rail                                                                             |
| Назва двигуна                                                  | N47 D20 | M47D20 | N47 D20 | M57D30 | M57D30 | M57D30 |
| об'єм                                                          | 1995 cc | 1995 cc | 1995 cc | 2993 cc | 2993 cc | 2993 cc |
| Макс. продуктивність при 1/хв                                  | 105 кВт (143 к.с.)/ 4000                                                                                   | 110 кВт (150 к.с.)/ 4000                                                                                   | 130 кВт (177 к.с.)/ 4000                                                                                   | 150 кВт (204 к.с.)/ 4000                                                                                   | 160 кВт (218 к.с.)/ 4000                                                                                   | 210 кВт (286 к.с.)/ 4400                                                                                   |
| Макс. крутний момент при 1/хв                                  | 350 Нм/ 1750-2750 роки                                                                                     | 330 Нм/ 2000 рік                                                                                           | 350 Нм/ 1750-3000                                                                                          | 410 Нм/ 1500-3250                                                                                          | 500 Нм/ 1750-2750 роки                                                                                     | 580 Нм/ 1750-2250 роки                                                                                     |
| Коробка передач стандартна                                     | 6-ступінчаста механічна коробка передач                                                                    | 6-ступінчаста механічна коробка передач                                                                    | 6-ступінчаста механічна коробка передач                                                                    | 6-ступінчаста механічна коробка передач                                                                    | 6-ступінчаста механічна коробка передач                                                                    | 6-ступінчастий автомат  спосіб передавання                                                                 |
| Трансмісія, опціонально                                        | — | — | 6-ступінчастий автомат  спосіб передавання                                                                 | 5-ступінчастий автомат  спосіб передавання                                                                 | 6-ступінчастий автомат  спосіб передавання                                                                 | — |
| Привід, стандарт                                               | Повний привід (xDrive)                                                                                     | Повний привід (xDrive)                                                                                     | Повний привід (xDrive)                                                                                     | Повний привід (xDrive)                                                                                     | Повний привід (xDrive)                                                                                     | Повний привід (xDrive)                                                                                     |
| Прискорення, 0-100 км/год за с                                 | 10.3 | 10.2 | 8,9 [9,2]                                                                                                  | 7,9 [8,2]                                                                                                  | 7,4 [7,7]                                                                                                  | 6.6 |
| Максимальна швидкість в км/год                                 | 195 | 198 | 206 [205]                                                                                                  | 210 [210]/ 218 [215] (2)                                                                                   | 210 [210]/ 220 [220] (2)                                                                                   | 240 |
| Витрата палива відповідно до директиви ЄЕС , змішаний л/100 км | 6.2 | 7.2 | 6,5 [6,7]                                                                                                  | 8,4 [9,1]                                                                                                  | 7,9 [8,6]                                                                                                  | 8.7 |
| Викиди CO 2 з серійним обладнанням, змішане в г/км             | 165 | 191 | 172 [178]                                                                                                  | 224 [243]                                                                                                  | 210 [229]                                                                                                  | 232 |
| Стандарт викидів Класифікація ЄС                               | 5 євро | євро 4 | євро 4 | євро 3 | євро 4 | євро 4 |

Підказки:
[ ] = Значення застосовуються до автомобілів з 5-ступінчастою автоматичною коробкою передач (з 09/2005: 6-ступінчаста автоматична коробка передач).

## Нагороди
- «Жовтий ангел» 2008 в категорії якості[8]
- «Жовтий ангел» 2009 в категорії якості[8]

Згодом з'ясувалося, що у Х3 часто ламаються ресори заднього моста.